# Diakonissenmutterhaus Aidlingen
Das Diakonissenmutterhaus Aidlingen in Aidlingen westlich von Böblingen in Baden-Württemberg, auch bekannt als Aidlinger Schwestern, ist eine Gemeinschaft von über 200 Diakonissen der Evangelischen Landeskirche in Württemberg, das dem Diakonischen Werk angeschlossen ist. Etwa 100 davon leben direkt in Aidlingen.

## Geschichte

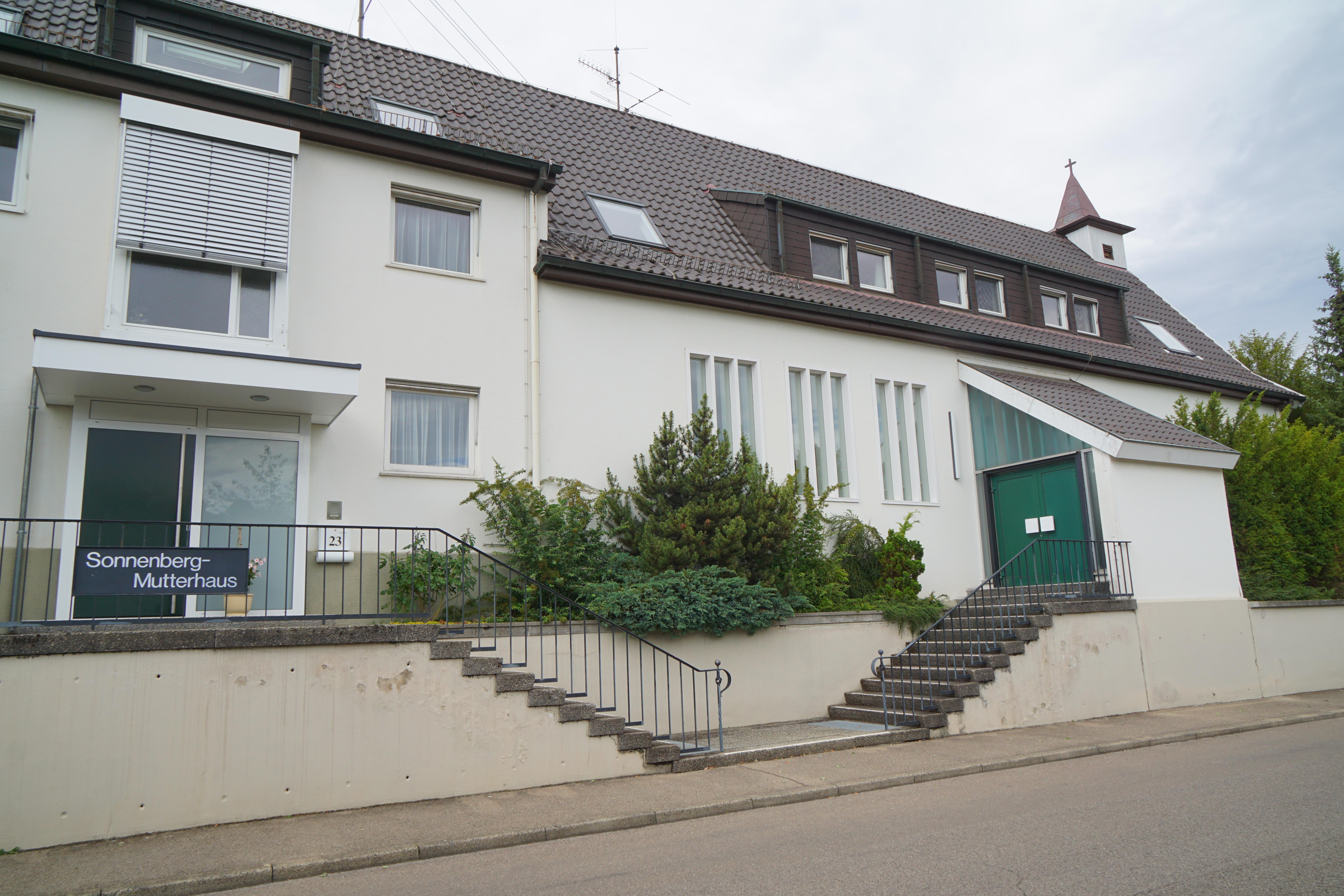
Das Sonnenberg-Mutterhaus in Aidlingen

Im 18. Jahrhundert entstanden in der Region durch den schwäbischen Pietismus inspirierte kleine Bibelkreise. Ab 1921 sammelte sich um die evangelistische Verkündigung und diakonische Tätigkeit Christa von Viebahns (1873–1955), der Tochter Georg von Viebahns, eine Gruppe Mädchen und junger Frauen, die an verschiedenen Orten um Aidlingen christliche Kinderstunden, Mädchenkreise und Bibelstunden ehrenamtlich veranstalteten.

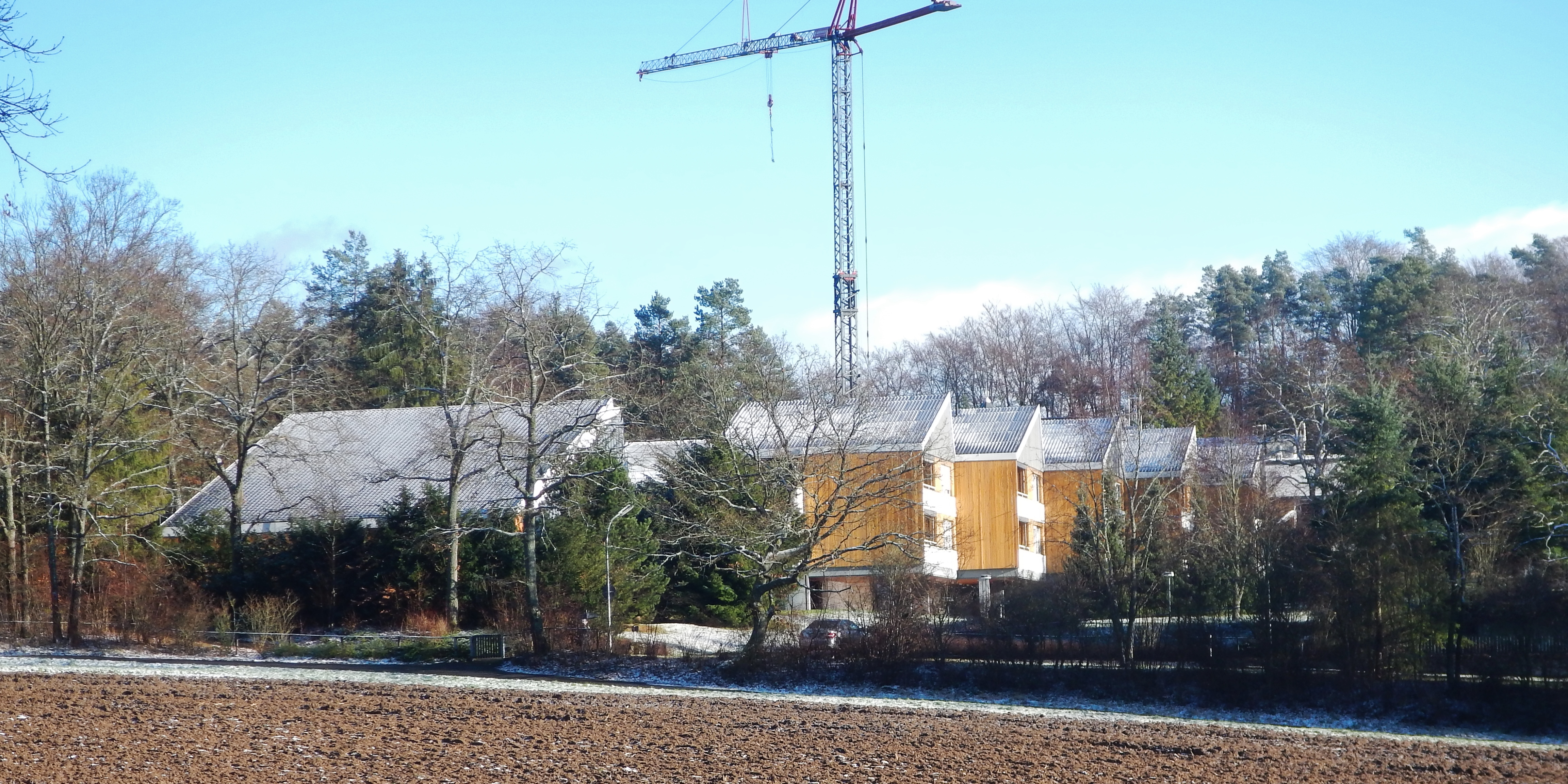
Diakonissenmutterhaus Aidlingen

Der 13. November 1927 gilt als der Gründungstag der Schwesternschaft, in die sich viele der jungen Frauen als Diakonisse berufen wussten. Ein Versammlungssaal am Aidlinger Sonnenberg, schon vor der Gründung der Gemeinschaft erbaut, wurde zum Mutterhaus der jungen Gemeinschaft erweitert. Die 215 Schwestern (Stand 2023) bilden eine verbindliche Glaubens-, Lebens- und Dienstgemeinschaft. Sie tragen eine einheitliche Tracht als Zeichen der Zusammengehörigkeit und als erkennbares Signal der Bereitschaft, Gott und den Menschen zu dienen. Christa von Viebahn leitete die Gemeinschaft als Oberin bis zu ihrem Tod am 2. Januar 1955. Nachfolgerin wurde Berta Kempf. 1964 zogen die Schwestern in das neuerbaute Mutterhaus am östlichen Ortsrand. Als Leitwort wählte die Gemeinschaft den Spruch „Errettet, um dem lebendigen und wahren Gott zu dienen und seinen Sohn vom Himmel zu erwarten.“ (1 Thess 1,9–10 )
Seit Dezember 2017 ist Schwester Regine Mohr Oberin der Schwesternschaft.

## Aufgabenbereiche

### Theologisches Seminar
Die Gründung der Schwesternschaft war verbunden mit der Gründung einer Bibelschule für junge Frauen. Deren Konzept wurde über die Jahre an den jeweiligen Bedarf und die gesellschaftlichen Entwicklungen angepasst. Ihr Ziel war es aber stets, biblisches Wissen zu vermitteln, junge Frauen in ihrem persönlichen Glauben zu fördern und zur Mitarbeit in der Gemeinde zu befähigen. Von 1970 bis 2017 gab es die Möglichkeit, an der Aidlinger Bibelschule eine Ausbildung zur Religions- und Gemeindediakonin zu absolvieren. 2023 wurde die Arbeit der Bibelschule eingestellt. Ihr Anliegen der biblischen Lehre wird seither in den Aidlinger Angeboten umgesetzt.

### Weitere Ausbildungsmöglichkeiten
- Seit 1949 bildet das Diakonissenmutterhaus Aidlingen junge Menschen in der Krankenpflege aus. Heute bieten die Schwestern am Klinikum Kirchheim-Nürtingen gemeinsam mit dem Landkreis Esslingen und der Württembergischen Schwesternschaft vom Roten Kreuz die Ausbildung in Gesundheits- und Krankenpflege.
- In einer dreijährigen Ausbildung haben junge Frauen die Möglichkeit, im Diakonissenmutterhaus in Aidlingen oder im Gästehaus „Tannenhöhe“ in Villingen eine Ausbildung zur staatl. anerkannten Hauswirtschafterin zu absolvieren.

### Gästehaus

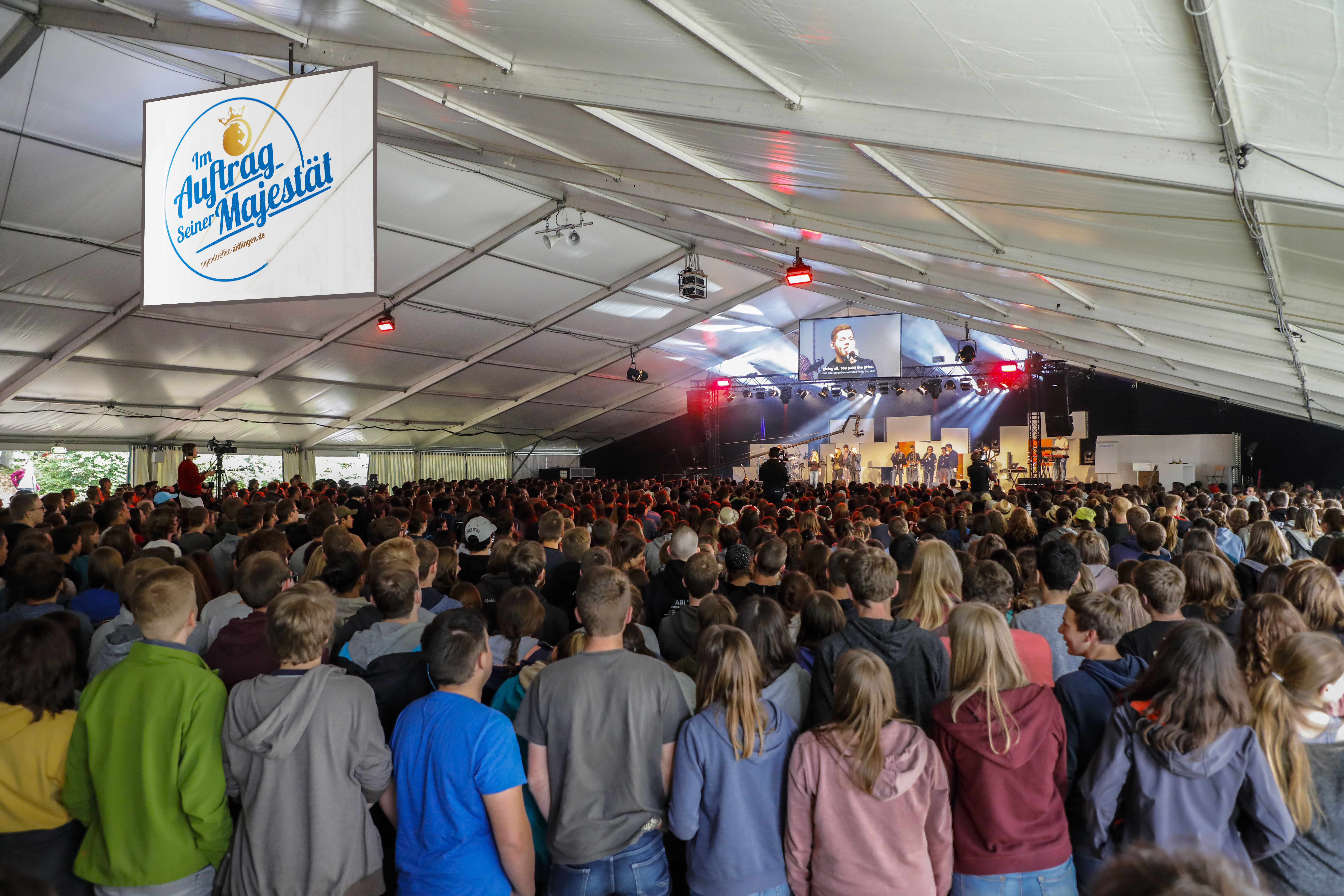
Pfingstjugendtreffen 2018

Das Diakonissenmutterhaus Aidlingen unterhält das Gästehaus Tannenhöhe in Villingen (Schwarzwald), in dem die Schwestern Ferienangebote für Erwachsene, Jugendliche und Kinder anbieten. Bis 2015 gehörte die Freizeit- und Begegnungsstätte Michelsberg in Bad Überkingen bei Geislingen an der Steige und bis 2017 das Freizeithaus Tannfried am Titisee dazu.
Weitere Aufgabenbereiche der Schwestern sind Kindergarten, Religionsunterricht, Jugend- und Gemeindearbeit, Kranken- und Altenpflege.
Besondere Veranstaltungen der Gemeinschaft sind das Pfingstjugendtreffen in Aidlingen mit jährlich mehreren Tausend Teilnehmern, die Neujahrstagung am 6. Januar in Stuttgart und die sonntäglichen Bibelstunden im Mutterhaus in Aidlingen.

### Musikarbeit
Das Diakonissenmutterhaus Aidlingen ist bundesweit für seine Chor- und Musicalarbeit bekannt. Verschiedene Formationen wie der Jugendchor Aidlingen unter der Leitung von Gerhard Schnitter sowie der Kinderchor Aidlingen unter der Leitung von Christel Schröder veröffentlichten zahlreiche Musikproduktionen bei unterschiedlichen Labels wie ERF-Verlag und SCM Hänssler. Die Texte wurden hauptsächlich von Helga Winkel geschrieben und von Christel Schröder vertont.

## Periodika
- Zeit mit Gott, vierteljährlich erscheinender Bibelleseplan; Auflage: 30.000[8]